# Harut Grigorian
Harut Grigorian (orm.Հարութ Գրիգորյան; ur. 24 marca 1989 w Talinie) – ormiański kick-boxer, mistrz świata GLORY w wadze półśredniej z 2018.

## Kariera sportowa
Urodził się w Armenii w Talinie jednakże kick-boxing zaczął trenować dopiero po emigracji do Antwerpii w Belgii w klubie Bulldog Gym pod okiem ośmiokrotnej mistrzyni świata Danielle Somers. Po czasie trenował równocześnie w dwóch klubach Bulldog Gym i Hemmers Gym m.in. z rodakiem Maratem Grigorianem.
Przez pierwsze lata kariery rywalizował na belgijskich i holenderskich ringach wygrywając większość pojedynków. W 2008 wziął udział w mistrzostwach Europy w shoot boxingu jako rezerwowy, pokonując na punkty Francuza Abdallaha Mabela jednak ostatecznie nie dane mu było rywalizować w głównej części turnieju. 21 lutego 2009 zdobył swój pierwszy zawodowy tytuł, zostając mistrzem krajów Beneluxu w formule muay thai po wygraniu na punkty z Pedro Sedarousem.
24 września 2009 zadebiutował w It’s Showtime pokonując po dogrywce Kongijczyka Chrisa Ngimbiego. Dwa miesiące później na kolejnej gali It’s Showtime znokautował Koreańczyka Seo Doo Wona. 21 marca 2010 wziął udział w zachodnioeuropejskich eliminacjach do turnieju K-1 World MAX dochodząc do finału w którym przegrał z Marokańczykiem Mohamedem Khamalem przez nokaut w drugiej rundzie.
W latach 2010–2013 walczył głównie na lokalnych galach i turniejach nie uzyskując znaczących wyników. Najbardziej okazałym zwycięstwem w tym czasie było ponownie pokonanie Chrisa Ngimbiego w lutym 2012. Poza tym startował w turnieju It’s Showtime "Fast & Furious 70MAX" (24 września 2011) i eliminatorze K-1 World MAX 2012 Final 16 (27 maja 2012) jednak w obu przypadkach odpadał już na początku rywalizacji przegrywając z Andy Souwerem i Murthelem Groenhartem.
20 września 2014 w Eindhoven wygrał turniej A1 World Combat Cup nokautując w finale Marokańczyka Nordina Ben Moha. Po serii wygranych w 2015 głównie na galach Enfusion i A1 na początku 2016 związał się z GLORY debiutując dla niej 16 kwietnia 2016 w Kopenhadze, gdzie pokonał przez TKO Hiszpana Maximo Suareza. 25 czerwca 2016 wziął udział w turnieju pretendentów GLORY wagi półśredniej (do 77 kg) lecz odpadł w pierwszym pojedynku, ulegając Szwajcarowi Yoannowi Kongolo niejednogłośną decyzją sędziów. Po tej porażce, wygrywał kolejne dwa pojedynki w organizacji (z Danijelem Solają i Pavolem Garajem). 
10 czerwca 2017 na GLORY 42 w Paryżu przegrał przed czasem w kontrowersyjny sposób w rewanżu z Murthelem Groenhartem który zadał nokautujący cios w momencie gdy Grigorian był odwrócony plecami do niego. Zaraz po przerwaniu walki wywiązała się szamotanina pomiędzy narożnikami obu zawodników i kilkoma kibicami którzy wtargnęli na ring i zaatakowali Groenharta.
Mimo ciężkiej porażki już 25 sierpnia tego samego roku Grigorian wygrał turniej pretendentów na gali Glory 44 w Chicago, pokonując jednego wieczoru dwóch zawodników z Francji – Karima Benmansoura i Antoine Pinto, obu na punkty. Zwycięstwo w turnieju dało możliwość skonfrontowania się po raz trzeci z Groenhartem który na tej samej gali co Ormianin wygrywał turniej, zdobył pas mistrza świata w wadze półśredniej. Do starcia doszło 16 lutego 2018 na jubileuszowej 50 gali organizacji GLORY w Chicago. Grigorian już w 1 minucie i 25 sekundzie pojedynku posłał Groenharta deski, natomiast kilkadziesiąt sekund później po kolejnej serii ciosów sędzia przerwał pojedynek, ogłaszając tym samym Grigoriana nowym mistrzem świata GLORY.
2 czerwca 2018 obronił tytuł mistrzowski GLORY, pokonując na punkty Azera Alima Nabijewa.

## Osiągnięcia
- 2009: mistrz Beneluxu w formule muay thai w wadze 70 kg
- 2010: K-1 World MAX West Europe – finalista turnieju
- 2014: A1 World Combat Cup – 1. miejsce
- 2017: Glory Welterweight Contender Tournament – 1. miejsce w wadze półśredniej
- 2018: mistrz świata GLORY w wadze półśredniej